# Marcos, o Evangelista
Marcos Evangelista (em grego: Μάρκος; romaniz.: Mârkos; em aramaico: ܡܪܩܘܣ; romaniz.: Marqōs; em latim: Marcus; em árabe egípcio: مرقص; Cirene, c. 10 a.C. — Alexandria, 25 de abril de 68), também conhecido como João Marcos (em grego: Ἰωάννης Μάρκος, romaniz.: Iōannēs Mârkos) ou São Marcos, foi discípulo do apóstolo Paulo de Tarso e posteriormente de Pedro. É tradicionalmente considerado como o autor de um dos Evangelhos. Ele é também um dos Setenta Discípulos e venerado como santo por várias igrejas cristãs, dentre as quais a católica, a ortodoxa e a copta, a qual o considera propriamente o patriarca, fundador da Igreja de Alexandria, uma das principais sés do cristianismo primitivo.

## Identidade
A tradição cristã o identifica com o João Marcos (em grego: Μάρκος Ιωάννης, transl. Márkos Iōánnēs), mencionado como companheiro de Paulo de Tarso nos Atos dos Apóstolos, e que posteriormente teria se tornado um discípulo de Simão Pedro. Uma tradição anterior, relatada já no século II-III d.C. por Hipólito (obra espúria; "Sobre os Setenta Apóstolos") distingue os dois. De acordo com ele, Marcos, o evangelista, de 2 Timóteo 4:11 é diferente de João Marcos (de Atos 12:12–25, Atos 13:5–13 e Atos 15:37) e Marcos, primo de Barnabé (de Colossenses 4:10 e Filemon 1:24). Todos eles pertenceriam aos "Setenta Discípulos" que foram enviados por Jesus para difundir o evangelho na Judeia  (veja Lucas 10:1–16).

## História
De acordo com Eusébio de Cesareia (Hist. Ecl. II.9,1-4), Herodes Agripa I em seu primeiro de governo sobre toda a Judeia (41 d.C.) matou Tiago, filho de Zebedeu, e prendeu Pedro, planejando matá-lo após a Páscoa judaica. Pedro foi salvo milagrosamente por anjos e escapou do reino de Herodes (Atos 12:1–19). Depois de muitas viagens pela Ásia Menor e pela Síria, ele chegou em Roma no segundo ano do imperador Cláudio (42 d.C.). Em algum ponto pelo caminho, Pedro encontrou Marcos, o evangelista, restaurou sua fé (após ele ter deixado Jesus em João 6:44–66), e tomou-o como companheiro de viagem e intérprete. A pregação de Pedro na cidade teve tanto sucesso que ele foi presenteado pelos habitantes da cidade com uma estátua e, a pedidos da população, Marcos escreveu os sermões de Pedro, compondo assim o Evangelho segundo Marcos (Hist. Ecl. II 15 e 16) antes de partir para Alexandria no terceiro ano de Cláudio (43 d.C.).
Lá, ele fundou a Igreja de Alexandria, cuja sucessão até os dias de hoje é reivindicada por diferentes denominações (veja Patriarca de Alexandria), mas principalmente pela Igreja Ortodoxa Copta. Aspectos da liturgia copta podem ser referenciados ao próprio São Marcos. Ele então se tornou o primeiro bispo de Alexandria e tem a honra de ser também o fundador do Cristianismo na África.
Ainda de acordo com Eusébio (Hist. Ecl. II 24.1), o sucessor de Marcos como bispo de Alexandria foi Aniano, no oitavo ano do imperador Nero (62-63 d.C.), provavelmente (mas não certamente) por conta de sua morte. Tradições coptas posteriores dizem que ele foi martirizado em 68 d.C..
A evidência de que o autor do Evangelho que tem o seu nome é esse mesmo Marcos, vem de Pápias de Hierápolis, nos fragmentos de sua "Exposição dos oráculos do Senhor".

## Informação bíblica e tradicional

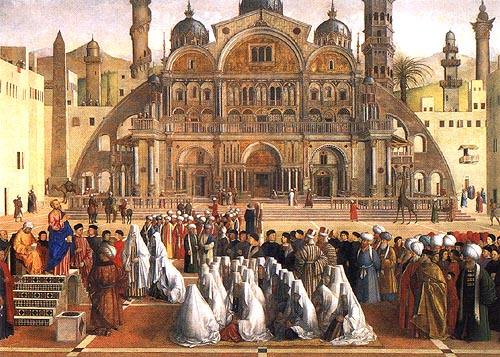
São Marcos pregando em Alexandria.
Por Gentile Bellini, atualmente na Pinacoteca di Brera, em Milão.

Muita confusão já se criou por conta de mistura de Marcos, o evangelista, com João Marcos e o Marcos, primo de Barnabé. Esta mistura acabou provocando uma diminuição de importância de Barnabé, de um verdadeiro "Filho do Conforto" para um que favorece seus parentes sobre outros princípios.:p. 55-56 Foi para a casa de Maria, mãe de João Marcos, que Pedro retornou após ser libertado da prisão. Esta casa era o local de encontro dos primeiros cristãos, "muitos" dos quais estavam ali orando na noite em que ele foi libertado (Atos 12:12–17.
A mistura com João Marcos levou a diversas especulações. Uma o identifica como o homem que carregou água para a casa onde a Última Ceia foi realizada (Marcos 14:13).:p. 172 Já outra o identifica como sendo o jovem que correu nu quando Jesus foi preso (Marcos 14:51–52).:p. 179 E elas podem até ser verdadeiras para João Marcos, uma vez que era na sua casa que se localiza o quarto superior (das reuniões), mas é improvável que tenha qualquer relação com o evangelista.
A Igreja Ortodoxa Copta mantém a tradição de que Marcos, o evangelista, foi um dos Setenta Discípulos enviados por Cristo, o que é confirmado pela lista de Hipólito. Porém, a Igreja Copta adotou a tradição que mistura as figuras de Marcos com João Marcos. Ela acredita que foi sim o evangelista que recebeu os discípulos em sua casa após a morte de Jesus, a mesma para onde foi o Jesus ressuscitado e onde também o Espírito Santo desceu nos discípulos no Pentecostes. Os coptas ainda defendem que Marcos era um dos servos nas Bodas de Caná, o que despejou a água que Jesus transformou em vinho (João 2:1–11).
Ainda de acordo com a Igreja Copta, São Marcos nasceu em Cirene na Pentápole, na antiga Líbia. Esta tradição acrescenta ainda que ele para lá retornou mais tarde, após ter sido enviado por São Paulo para Colossas (Colossenses 4:10 e Filemon 24:1 - passagens que tratam de Marcos, primo de Barnabé) e de ter servido com ele em Roma (2 Timóteo 4:11). Da Pentápole, seguiu para Alexandria. Quando Marcos retornou para Alexandria, os pagãos da cidade ficaram ressentidos com os seus esforços para converter os alexandrinos da religião tradicional helênica. Conta esta tradição que eles colocaram uma corda à volta de seu pescoço e o arrastaram pelas ruas até que estivesse morto.

## Destino de suas relíquias

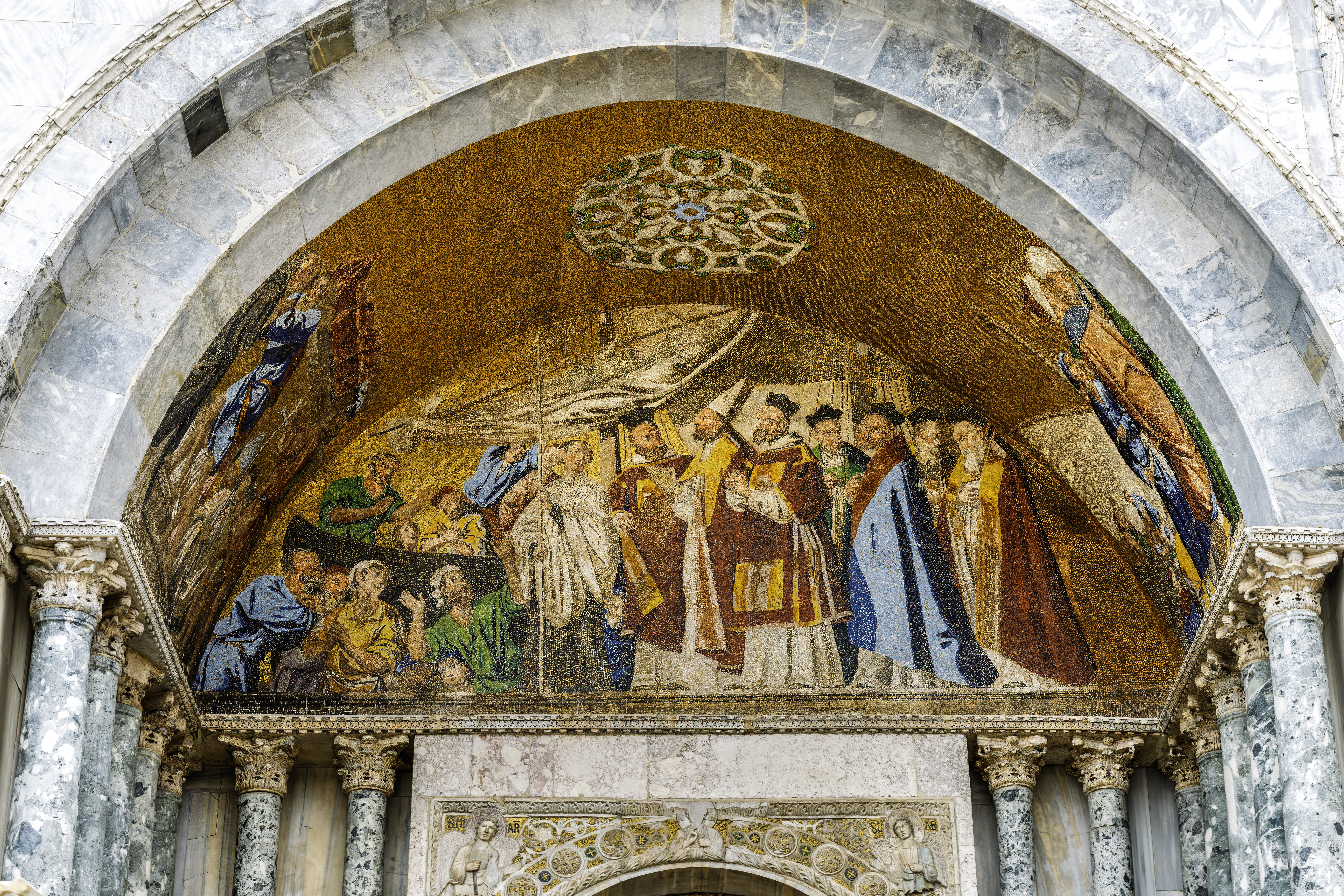
Corpo de São Marcos chegando à Veneza.
Mosaico na fachada da Basílica de São Marcos.

Em 828 d.C., relíquias que se acredita serem de São Marcos foram roubadas em Alexandria por dois mercadores venezianos e levadas para 
Veneza, que tinha São Teodoro como padroeiro. Uma basílica foi construída para guardá-las, chamada de Basílica de São Marcos. Há um mosaico nela mostrando os marinheiros cobrindo as relíquias com carne de porco para que os muçulmanos, senhores de Alexandria, impedidos de tocar nela, não inspecionassem a carga.
Na igreja de São Marcos, em Braga, existe uma bela arca tumular onde se conservam o que se crê serem as relíquias do evangelista, para lá levadas no século XI pelo arcebispo Maurício Burdino. 
O coptas acreditam que a cabeça do santo permaneceu em Alexandria. Todos os anos, no trigésimo dia do mês de Paopi, a Igreja Ortodoxa Copta comemora a consagração da igreja de São Marcos e o aparecimento da cabeça do santo na cidade. Esta cerimônia ocorre na Catedral Ortodoxa Copta de São Marcos, onde a cabeça do santo está preservada.
Em 1063, durante a consagração da Basílica de São Marcos, as relíquias do santo não puderam ser encontradas. Porém, de acordo com a tradição, em 1094, o santo pessoalmente revelou a localização de seus restos mortais estendendo o braço a partir de um pilar. Estes restos recém-encontrados foram colocados num sarcófago na basílica.
Em junho de 1968, o papa Cirilo VI de Alexandria enviou uma delegação não oficial à Roma para receber uma relíquia de São Marcos do papa Paulo VI. A relíquia era um pequeno pedaço de osso que havia sido presenteado ao papa romano pelo cardeal Giovanni Urbani, Patriarca de Veneza. O papa Paulo, endereçando a delegação, disse que o resto das relíquias do santo permanecerão na cidade.